# Inner Secrets
Inner Secrets — дев'ятий студійний альбом гурту Santana. Виданий у жовтні 1978 року лейблом CBS. Загальна тривалість композицій становить 43:47. Альбом відносять до напрямку рок. 

## Список пісень
1. «Dealer/Spanish Rose»
2. «Move On»
3. "One Chain "
4. «Stormy»
5. «Well All Right»
6. «Open Invitation»
7. «Life Is a Lady/Holiday»
8. «The Facts of Love»
9. «Wham!»